# Ernst von der Recke
Ernst Frederik Wilhelm von der Recke (14. august 1848 i København – 2. december 1933 i Ålsgårde) var en dansk forfatter.